# 14 Batalion Celny

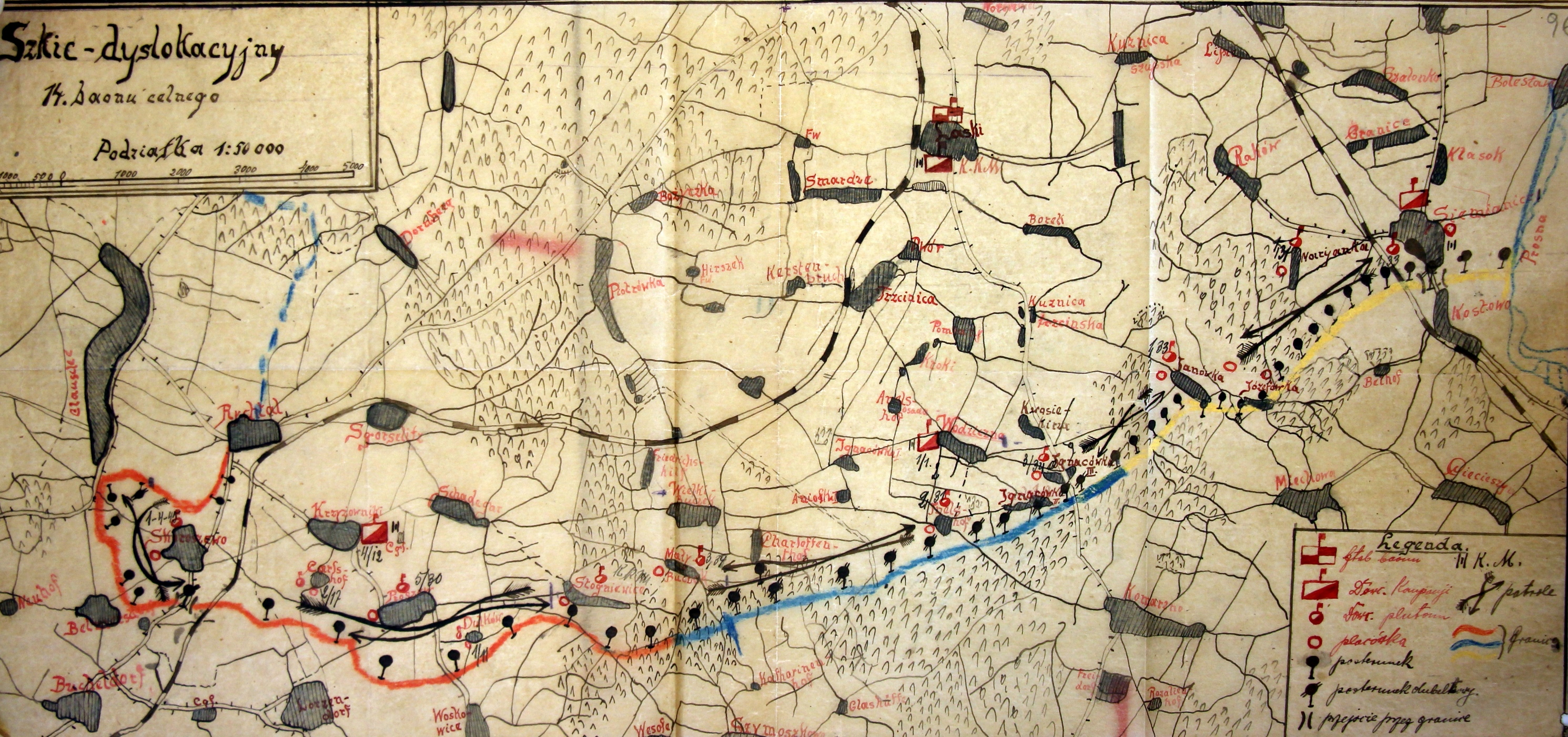
Rozmieszczenie 14 batalionu celnego

14 Batalion Celny – jednostka organizacyjna formacji granicznych II Rzeczypospolitej.

## Formowanie i zmiany organizacyjne
Na podstawie rozkazu Ministra Spraw Wojskowych nr 3046/Org z dnia 24 marca 1921 w miejsce batalionów wartowniczych i batalionów etapowych utworzone zostały bataliony celne. 14 batalion celny powstał na terenie Okręgu Generalnego „Poznań”, na bazie 1/VII batalionu wartowniczego. Etat batalionu wynosił 14 oficerów i 600 szeregowych. Podlegał Komendzie Głównej Batalionów Celnych, a pod względem politycznym Ministrowi Spraw Wewnętrznych.
Mimo że batalion był w całym tego słowa znaczeniu oddziałem wojskowym, nie wchodził on w skład pokojowego etatu armii. Uniemożliwiało to uzupełnianie z normalnego poboru rekruta. Ministerstwo Spraw Wojskowych zarówno przy ich formowaniu, jak i uzupełnianiu przydzielało mu często żołnierzy podlegających zwolnieniu, oficerów rezerwy oraz szeregowców i oficerów zakwalifikowanych przez dowództwa okręgów generalnych jako nie nadających się do dalszej służby wojskowej. Po sformowaniu dowództwo batalionu stacjonowało w Laskach. Sztab 1 kompanii celnej kwaterował w Krzyżownikach, 2 kompanii w Wodzicznej, 3 w Siemianicach, a potem w Słupi. 4 kompania celna stacjonowała w Trypnicach. Km kwaterowała w Argamewiczach. Ostatni meldunek dyslokacyjny wpłynął 3 października 1921. 
Na terenie Wielkopolski batalion pełnił służbę do jesieni 1921. Z dniem 23 października 1921 odcinek granicy ochraniany przez batalion został przekazany odpowiednim komórkom organizacyjnym Straży Celnej.
Rozkazem tajnym nr 10 z 7 października 1921 Komendant Główny Batalionów Celnych nakazał likwidację batalionów nr 14., 17. i 18. W myśl tego rozkazu 14 batalion celny miał przekazać swoją 1 kompanię do 5 batalionu celnego w Praszce, 2 kompanię do 4 batalionu celnego w Ostrowach, 3 kompanię do 9 batalionu celnego w Oświęcimiu, a 4 kompanię do 19 batalionu celnego w Cieszynie. W dniu 28 października wszystkie kompanie rozformowywanych batalionów winny odejść do miejsc nowego przeznaczenia.

## Służba celna
17 maja 1921 Główna Komenda Batalionów Celnych zarządziła zmiany dyslokacyjne batalionów. 14 batalion celny miał ochraniać odcinek granicy od Bogdaja do Bolesławca i rzeki Prosny. Sztab batalionu rozlokowany miał być w Kępnie .
Odcinek batalionowy podzielony był na cztery pododcinki, które obsadzały kompanie wystawiające posterunki i patrole. Posterunki wystawiano wzdłuż linii granicznej w taki sposób, by mogły się nawzajem widzieć w dzień. W tym zakresie batalion współpracował z posterunkami i patrolami Policji Państwowej. Współpraca polegała na tym, że te pierwsze wystawiały wzdłuż linii granicznej stale posterunki i patrole, natomiast policja tworzyła je w głębi strefy, poza linią graniczną. W zakresie ochrony granicy batalion podlegał staroście.
Sąsiednie bataliony
18 batalion celny w Rawiczu ⇔ 5 batalion celny w Praszce – VI 1921

## Kadra batalionu
Dowódcy batalionu
| stopień     | imię i nazwisko | okres pełnienia służby | kolejne stanowisko |
| ----------- | --------------- | ---------------------- | ------------------ |
| por. piech. | Józef Lisewski  | VI – X 1921            |                    |

## Struktura organizacyjna
| Ordre de Bataille 14 batalionu celnego w Laskach na dzień 1 czerwca 1921      | Ordre de Bataille 14 batalionu celnego w Laskach na dzień 1 czerwca 1921 | Ordre de Bataille 14 batalionu celnego w Laskach na dzień 1 czerwca 1921 | Ordre de Bataille 14 batalionu celnego w Laskach na dzień 1 czerwca 1921 | Ordre de Bataille 14 batalionu celnego w Laskach na dzień 1 czerwca 1921 |
| kompanie                                                                      | 1. Słupia                                                                | 2. Konradowo                                                             | 3. Wodziczna                                                             | 4. Rychtal                                                               |
| ----------------------------------------------------------------------------- | ------------------------------------------------------------------------ | ------------------------------------------------------------------------ | ------------------------------------------------------------------------ | ------------------------------------------------------------------------ |
| dowódcy                                                                       | ppor. Lojer                                                              | ppor. Mucha                                                              | ppor. Zapałowski                                                         | por. Lejfert                                                             |
| placówki                                                                      | Niwki                                                                    | Modzianów                                                                | Stogniewice                                                              | Proszów                                                                  |
| placówki                                                                      | Witnia                                                                   | Starzył                                                                  | Szarlota                                                                 | Skoruszew                                                                |
| placówki                                                                      | Rybina                                                                   | Janisławice                                                              | Teklin                                                                   | Drożki                                                                   |
| placówki                                                                      | Frużów                                                                   | Konradowo                                                                | Ignacowka III                                                            | Trębaczów                                                                |
| placówki                                                                      | Pisarzowice                                                              | Cieszyn                                                                  | Janówka                                                                  | Leśniczówka                                                              |
| placówki                                                                      | Leśniczówka                                                              | Piła                                                                     | Józefówka                                                                | Zbyczyna                                                                 |
| placówki                                                                      | Słupia                                                                   | Kocyna                                                                   | Siemianice                                                               | Rychtal                                                                  |
| placówki                                                                      | Wielka Kozia                                                             | Pawłów                                                                   |                                                                          |                                                                          |
| placówki                                                                      | Miechowo                                                                 | Konty                                                                    |                                                                          |                                                                          |
| Ordre de Bataille 14 batalionu celnego w Laskach na dzień 1 października 1921 |                                                                          |                                                                          |                                                                          |                                                                          |
| kompanie                                                                      | 1. Słupia                                                                | 2. Cieszyn                                                               | 3. Wodziczna                                                             | 4. Rychtal                                                               |
| placówki                                                                      | Niwki                                                                    | Mozdzanów                                                                | Stogniewice                                                              | Leśniczówka                                                              |
| placówki                                                                      | Wittnia                                                                  | Starzy                                                                   | Szarlota                                                                 | Trębaczów                                                                |
| placówki                                                                      | Rybin                                                                    | Jarnostów                                                                | Teklin                                                                   | Zbyczyna                                                                 |
| placówki                                                                      | Frużów                                                                   | Konradów                                                                 | Ignacowka III                                                            | Droszki                                                                  |
| placówki                                                                      | Pisarzowice                                                              | Cieszyn                                                                  | Janówka                                                                  | Rychtal                                                                  |
| placówki                                                                      | Bałdowice                                                                | Piła                                                                     | Józefówka                                                                | Skoruszew                                                                |
| placówki                                                                      | Słupia                                                                   | Kocyna                                                                   | Siemianice                                                               | Proszów                                                                  |
| placówki                                                                      | Wielka Kozia                                                             | Pawłów                                                                   |                                                                          |                                                                          |
| placówki                                                                      | Miechów                                                                  | Konty                                                                    |                                                                          |                                                                          |